# Дудка Мефодій Степанович
Мефодій Степанович Дудка (5 березня 1917, Каплівка, Данкоуцька волость, Хотинський повіт, Бессарабська губернія, Російська імперія — 15 листопада 1978, Каплівка, Чернівецька область, Українська РСР, СРСР) — український радянський військовик, учасник Другої світової війни у лавах Радянської Армії. Останнє військове звання — старший сержант. Повний кавалер ордена Слави.

## Біографічні відомості
За даними «Енциклопедії сучасної України» Мефодій Дудка народився 5 березня 1917 року в селі Каплівка Данкоуцької волості Хотинського повіту Бессарабської губернії (нині Хотинської міської громади Дністровського району Чернівецької області, Україна) в сільській родині. В іншому джерелі зазначено, що він народився 14 травня 1917 року. Батька розстріляла 1920 року румунська влада за участь у Хотинському повстанні. У 1930 році Мефодій закінчив шість класів.
До Червоної Армії мобілізований 22 червня 1941 року (у перший день Німецько-радянської війни) і до кінця місяця вже брав участь у бойових діях. З вересня 1942 року служив у складі 132-ї окремої роти розвідки. У ніч з 25 на 26 липня 1943 року група радянських розвідників перетнула лінію фронту з метою захопити полоненого для підтвердження наявної інформації. Під час бою молодший сержант Мефодій Дудка знищив ворожий бліндаж і чотирьох солдат вермахту. За наказом командира прикривав відступ групи. Був представлений до ордену Червоної Зірки. Наказом по 118-й стрілецький дивізії від 18 серпня 1943 року нагороджений медаллю «За відвагу».
У нічний час з 17 на 18 грудня 1943 року п'ятеро розвідників пробралися до ворожих траншей поблизу села Велика Знам'янка (поряд із Нікополем). Мефодій Дудка знищив 7 німецьких солдат і захопив полоненого (четвертого в його послужному списку). За виконання бойового завдання був представлений до Ордену Червоного Прапора. Наказом по 5-й ударній армії нагороджений орденом Слави 3-го ступеня.
12 серпня 1944 року радянські розвідники потрапили в оточення поблизу села Зборув (район галицького міста Тарнів). Старший сержант Мефодій Дудка знищив 11 солдатів вермахту, а його групі вдалося вийти з оточення без втрат. Наказом по 5-й ударній армії нагороджений орденом Слави 2-го ступеня.
З 15 на 16 листопада 1944 року група проводила спостереження за просуванням ворожих військ по шосе поблизу сіл Бехув і Стопниця (район Кракова). Ввечері група знищила ворожий загін із 20-ти бійців, У тому числі четверо — на рахунку Мефодія Дудки. Група повернулася до місця дислокації без втрат, з ворожою зброєю і документами. Указом Президії Верховного Ради СРСР нагороджений орденом Слави 1-й ступеня.
У ніч з 5 на 6 грудня 1944 року поблизу польського села Полесіско група у складі восьми розвідників і двох саперів отримала завдання захопити полоненого. Під час переходу лінії фронту радянські вояки потрапили під вогонь ворожого кулемета. Гранатами Мефодію Степеновичу вдалося знешкодити ворожу вогневу точку. Під час бою був тяжко поранений, але залишився у строю і прикривав відхід свого загону. Наказом по 118-й стрілецькій дивізії нагороджений орденом Червоної Зірки.
За час війни захопив у полон 17 ворожих солдатів. У травні 1946 року демобілізований. Повернувся до рідного села. Працював у колгоспі.
Помер 14 або 15 листопада 1978 року.

## Нагороди
- Медаль «За відвагу» (18 серпня 1943 року)
- Орден Слави 3-го ступеня (13 лютого 1944 року — № 6993)
- Орден Слави 2-го ступеня (30 листопада 1944 року — № 9262)
- Орден Червоної Зірки (30 грудня 1944 року)
- Орден Слави 1-го ступеня (10 квітня 1945 року — № 200)